# Viggo Qvistgaard-Petersen
Viggo Qvistgaard-Petersen (8 mars 1888-1er juillet 1950) était un industriel et mécène danois, fabricant et négociant de produits tropicaux, qui a fondé et développé la plus grande industrie du Sénégal de la première moitié du XXe siècle, dans la transformation de l'arachide.

## Biographie

### Origines
Viggo Qvistgaard-Petersen est né à Aarhus, deuxième ville du Danemark par le nombre d'habitants, et important port de la région de Jutland. Fils de l'éditeur Hans Morten Michael Petersen (1850-1922) et d'Alma Cathrine Thorsen (1857-1927).

### Débuts au Danemark
Viggo Qvistgaard-Petersen a commencé son apprentissage dans une banque à Aarhus, puis plus tard est embauché comme cadre d'une usine de chocolat pour finalement être employé à l'usine Aarhus Olie de sa ville natale. Fondée en 1871, cette société danoise était l'un des plus grands employeurs de la ville, où elle employait un travailleur sur dix, à la fin du XIXe et au début du XXe siècle, et produisait de l'huile végétale, avec d'importants marchés d'exportation en Russie. Grâce au soutien certains des hommes d'affaires les plus en vue de l'époque, tels que Hans Broge et Otto Mønsted, ses produits représentaient un tiers des exportations maritimes et un quart des exportations ferroviaires.

### Expériences en Allemagne et en Angleterre
Viggo Qvistgaard-Petersen est bientôt envoyé travailler dans sa filiale Teutonia à Harburg, en Allemagne, région en pointe dans le négoce des oléagineux. Plus tard, il part en Angleterre veiller à diverses stations d'approvisionnement et de négoce des huileries.

### Départ pour le Sénégal
Après la première guerre mondiale, il est de retour au Danemark, mais s’est rapidement rendu en Afrique de l’Ouest où il a fondé sa propre entreprise, VQ Petersen & Cie, à Dakar (Sénégal), dont le siège social sera ensuite été basé à Paris, et qui opère des stations d'acquisition de l'arachide en Afrique de l'Ouest. 
Alors que la première usine de traitement de l'arachide est créée en décembre 1917 à Dakar, par Jean-Louis  Turbé, qui deviendra ensuite président de la Chambre de commerce de Dakar de 1924 à 1946, dès 1920, l'ingénieur E.R. Gaudart et V.Q. Petersen fondent, à Kaolack l'Huilerie ouest-africaine (H.O.A.), qui a commencé ses fabrications en février 1921 et qui a aussi l'huilerie HOA à Dakar. V. Q. Petersen est alors présenté en 1921 par le Journal officiel du Sénégal comme "négociant, demeurant à Bathurst" en Gambie.

### La fusion de 1921 avec l'huilerie guinéenne
Cette société fusionne, en 1924, avec la Société des huileries et rizeries de Guinée pour former la Société des Huileries et Rizeries de l'Ouest Africain (SHROA) . Dotée d'un capital de 2,5 millions de francs entièrement versés, puis porté à 5 millions en 1926, et d'un outillage permettant de traiter 10.000 tonnes d'arachides en graine par an, cette société est basée à Conakry puis à Dakar. Cotée en Bourse de Paris, sur le marché hors cote, avec une action évoluant entre 450 et 500 francs, elle verse un dividende de 8% et prévoit d'exporter un tonnage important d'huiles et de tourteaux, grâce à ses deux huileries, l'usine de riz permettant de rémunérer les producteurs. En octobre 1926, elle achète des terrains et immeubles industriels à Rufisque, où l'installation d'une troisième huilerie a été décidée. Une autre huilerie Petersen, qu'on appelait « Keur Thiombe » est fondée en 1926 à Dakar. Puis la SHROA subit au début 1927 la "crise de l'arachide" dont les effets se font sentir aussi bien en Afrique qu'en Europe, encore aggravée au Sénégal pendant les trois mois précédents par une épidémie de fièvre jaune dans certaines localités de cette colonie". 
Le rebond d'après la crise économique sera d'abord modeste : l'usine de Kaolack produit 756 tonnes d'huile en 1935, puis 893 tonnes en 1936 comme en 1937, avant de connaitre une accélération pendant la Seconde Guerre mondiale et les années qui suivent. Mais en 1952, elle ne traitait que 15.000 tonnes d’arachides en graine.

### La grande acquisition de 1938
Viggo Qvistgaard-Petersen, reprend en 1938 l'usine de Jean-Louis Turbé, installée non pas dans la zone portuaire de Dakar, mais en ville parce qu'il s'agissait jusque là moins de s'orienter vers une exportation massive d'huile pouvant concurrencer gravement les huileries métropolitaines, que de fournir surtout le marché intérieur. L'"Huilerie Turbé" détenait encore en 1931 une partie du contingent des alcools dénaturés, impropres à la consommation de bouche . Elle fera face sous le Front populaire à une tentative de grève de 50 ouvriers spécialisés.
Cette première usine sénégalaise de transformation de l'arachide, qui date de 1917, est considérablement agrandie, à partir de 1938, par Viggo Qvistgaard-Petersen. En 1938, sur une  production d'huile d'arachide de  15.000 tonnes pour la Circonscription de Dakar, son groupe, domicilié au 32, boulevard Pinet-Laprade à Dakar, en assure les deux-tiers, soit 9.000 tonnes. L'année 1938 la voit procéder à une augmentation de capital de  180 millions de francs C. F. A. en 20.000 actions, réalisée le 14 octobre 1938.
Pendant la seconde guerre mondiale, Viggo Qvistgaard-Petersen est élu président du groupe danois libre en France et a apporté une contribution importante à l’aide de la France pendant cette période. Son empire regroupe des activités industrielles (huilerie et savonnerie à Dakar) avec leur filiale commerciale (Compagnie africaine de commerce et de commission) et associent aux intérêts danois du fondateur des participations dans d'autres secteurs. Petersen a des intérêts dans la SOCOSAC (Société coloniale du sac), la Société d'entreposage des vins à Dakar, les FUMOA (Fûts métalliques de l'Ouest africain), dans la Société dakaroise de stockage des huiles d'arachides et dans la Société immobilière et financière africaine.
Viggo Qvistgaard-Petersen contribue à faire qu'en 1951 l'huile d'arachide soit de loin le premier des produits industriels exportés du Sénégal, avec un total pour cette colonie de 52 589 tonnes d'huiles et 64 663 tonnes de tourteaux, les années qui suivirent la guerre étant dominées par la lutte que se livrèrent, d'une part, les huileries locales entre elles, d'autre part celle de Métropole. 
Il a été peu de temps avant son décès membre du Conseil coopératif danois, et un plus tard consul général du Danemark à Dakar. 

### Le groupe après son décès en 1950
Viggo Qvistgaard-Petersen meurt d'un cancer à la suite d'une erreur de diagnostic, le 18 juillet 1950, après dix-sept mois seulement de vie commune avec Jacqueline Beytout. Elle se trouve à la tête d'une grande fortune et reste administratrice de la société, toujours très active. Sa veuve s'est remariée en troisièmes noces, le 18 février 1957, avec l'industriel de la pharmacie Pierre Beytout.
Le groupe Petersen est signataire de l'accord du 17 janvier 1957 entre huiliers métropolitains et sénégalais, conclu pour cinq ans à partir du 1er octobre 1956 et qui comportait les dispositions voulant que les huileries d'A.O.F. disposent annuellement de 340.000 tonnes d'arachides en coques. Spécialisée dans le commerce et la transformation des arachides, VQ Petersen & Cie est devenu un leader dans ce secteur en Afrique de l'Ouest. Peu après l'indépendance du Sénégal, les Etablissement V.Q. Petersen & Cie à Dakar  avaient une production importante (30.000 tonnes d'huile et 34.000 tonnes de tourteaux en 1963, l'année où sa veuve Jacqueline Beytout est toujours l'un des administrateurs du groupe. 
En 1969, son rival français Lesieur (entreprise) assure cependant à lui seul la moitié de la production d'huile du Sénégal. Jusqu'à fin 1977, la Société Petersen Dakar reste une des plus importantes usines du pays. Elle ferme ensuite mais ses cadres ouvrent une autre usine, de traitement de 200.000 tonnes d'arachide par an. Au Sénégal, la production et la transformation de l'arachide représentent cette année là environ 31 % du chiffre d'affaires industriel du pays.

## Dons et fondations
Les religieuses de l'Immaculée-Conception achètent en avril 1956 aux établissements Petersen un grand terrain avec une maison à proximité de l'église, pour y fonder une école. Petersen a aussi donné son nom à une rue de Dakar et à une gare routière.
Viggo Qvistgaard-Petersen portait un intérêt particulier à la prise en charge des malades qui souffraient comme lui de troubles la rhumatologie. Comme il déplorait le faible niveau de prise en charge de ces maladies dans les hôpitaux parisiens. Il avait élaboré des projets d’amélioration portant à la fois sur les locaux, sur l’équipement et sur les méthodes de fonctionnement. Il avait confié ces projets à son médecin de l’époque, le Pr Stanislas de Sèze, l’un des premiers rhumatologues français. Après sa mort, en juillet 1950, sa veuve fit une donation à l’Assistance Publique, à charge pour celle-ci de construire un Centre de Rhumatologie dans l’Hôpital Lariboisière, où les travaux commencèrent en novembre 1951. Le centre Viggo Petersen est spécialisé dans les maladies ostéoarticulaires et inflammatoires.